# Zilveroogje
Het zilveroogje (Tebenna micalis) is een vlinder uit de familie van de glittermotten (Choreutidae).
De spanwijdte is ongeveer 13 millimeter. De vleugels zijn opvallend getekend met oranje, geel, zwart en zilver en kent opvallende oogvlekjes met een zilveren/felwitte kern.

## Waardplanten
Het zilveroogje heeft enkele soorten uit de composietenfamilie als waardplanten en is daarmee oligofaag.

## Voorkomen
De vlinder kent een tamelijk wereldwijde verspreiding. In Europa ligt het zwaartepunt in het zuiden. In het Verenigd Koninkrijk is de soort sinds 1980 bekend als immigrant, die soms enkele jaren overblijft.
Het zilveroogje is in Nederland in september 2011 voor het eerst waargenomen, in België in augustus 2013. De vliegtijd is van mei tot begin oktober in twee generaties.